# 1916 en Colombie-Britannique
Chronologie de la Colombie-Britannique
- 1912
- 1913
- 1914
- 1915
- 1916
- 1917
- 1918
- 1919
- 1920

Cette page concerne des événements qui se sont produits durant l'année 1916 dans la province canadienne de Colombie-Britannique.

## Politique

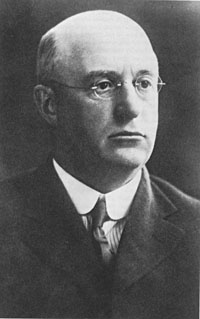
Harlan Carey Brewster

- Premier ministre : William John Bowser puis Harlan Carey Brewster.
- Chef de l'Opposition : Harlan Carey Brewster puis William John Bowser.
- Lieutenant-gouverneur : Francis Stillman Barnard
- Législature :

## Événements

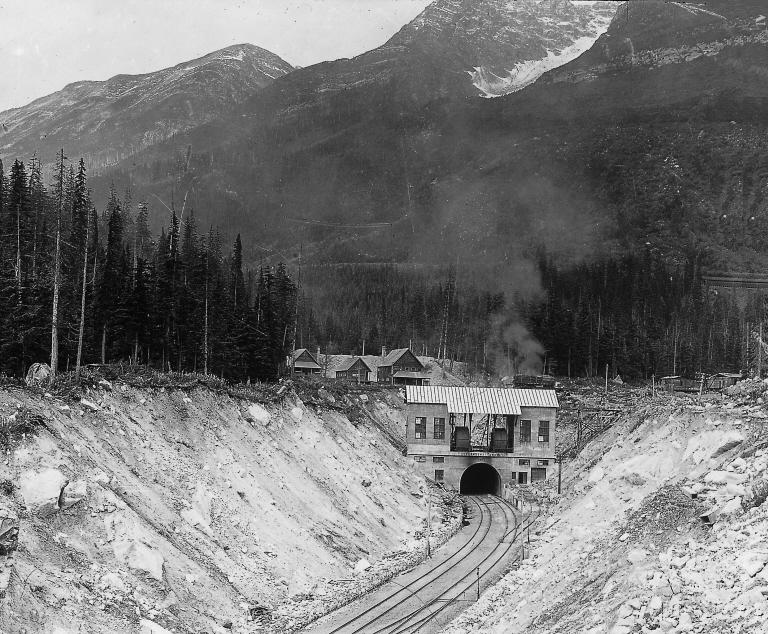
Connaught Tunnel.

- 14 septembre : élection générale britanno-colombienne de 1916. Harlan Carey Brewster devient premier ministre.

- 16 décembre : achèvement des travaux du Tunnel Connaught, ouvrage ferrioviaire de 8082 mètres de longueur[1].

## Naissances
- 18 avril à Victoria : James Douglas « Doug » Peden(mort dans cette ville le 11 avril 2005,  coureur cycliste et un joueur de basket-ball canadien .

- 22 octobre à Victoria : Roger Yate Stanier, mort le 29 janvier 1982 à Bullion (France),  microbiologiste canadien[2],[3],[4].